# Сексуално узнемиравање
Сексуално узнемиравање је врста узнемиравања која укључује употребу експлицитних или имплицитних сексуалних призвука, укључујући непожељна или неприкладна обећања о награди у замену за сексуалне услуге. Сексуално узнемиравање укључује читав низ акција, од вербалних преступа до сексуалног злостављања или напада. Узнемиравање се може појавити у многим различитим друштвеним окружењима, као што су радно место, дом, школа, цркве итд. Узнемиравачи или жртве могу бити било ког рода.